# Daniel Marshall
Daniel Marshall (* 1706 in Windsor, Hartford County, Connecticut; † 1784) war ein US-amerikanischer Geistlicher und Wegbereiter des Baptismus im Süden der Vereinigten Staaten.

## Leben
Marshall hatte im Alter von 20 Jahren ein Bekehrungserlebnis. 20 Jahre lang war er in einer kongregationalistischen Kirche als Diakon tätig, dann überkamen ihn Zweifel wegen der Taufe von Kindern.
Um das Jahr 1751 wandte er sich zusammen mit seinem Schwager Shubal Stearns vom Kongregationalismus ab, der damals in Neuengland vorherrschenden Glaubensausprägung. Marshall zog mit seiner Familie nach Süden, wo er schließlich in Pennsylvania eine Missionsarbeit unter Indianern begann. Der sich abzeichnende Krieg der Kolonialmächte Großbritannien und Frankreich veranlasste Marshall nach Virginia zu ziehen, wo er 1754 eine Gemeinde gründete, die einer Kirche in Philadelphia angeschlossen war. Marshall ließ sich taufen und durfte daraufhin predigen. Er zog dann weiter nach North Carolina, wo er sich Stearns und der Sandy Creek Association anschloss, um daraufhin nach Georgia zu gehen, wo er 1772 die erste Baptistenkirche gründete.